# 詹国枢
詹国枢（1949年—），汉族，中华人民共和国政治人物、第十一届全国政协委员。
加入中国共产党，担任人民日报社编委原委员、海外版总编辑。2008年，当选第十一届全国政协委员，代表新闻出版界，分入第四十四组。并担任外事委员会专委。